# 拉瓦纳莱斯
拉瓦纳莱斯，是西班牙卡斯蒂利亚-莱昂萨莫拉省的一个市镇。 总面积80平方公里，总人口808人（2001年），人口密度10人/平方公里。